# Javier Margas
Javier Luciano Margas (* 5. Oktober 1969 in Santiago de Chile) ist ein ehemaliger chilenischer Fußballspieler.
Der Abwehrspieler war knapp ein Jahrzehnt in der chilenischen Nationalmannschaft aktiv. Auf Vereinsebene spielte er in seinem Heimatland sowie in Mexiko und England.

## Laufbahn
1987 nahm Javier Margas an der U-20-Weltmeisterschaft teil. Seine professionelle Karriere begann ein Jahr darauf als 19-Jähriger bei CSD Colo-Colo in Chiles Hauptstadt Santiago. Mit den Schneeweißen, bei denen er bis 1995 spielte, gewann er neben einigen anderen Titeln fünf Mal die chilenische Meisterschaft sowie 1991 die Copa Libertadores.
Von 1995 bis 1996 spielte Margas bei Club América in Mexiko. Nachdem Margas bis 1998 erneut für Colo-Colo sowie bei CD Universidad Católica gespielt hatte, wechselte er zum englischen Erstligisten West Ham United. Seine erste Saison bei den Hammers wurde von einer Knieverletzung und der zu schnell erfolgten Rückkehr in die Mannschaft überschattet. Bekannter ist aber Margas Verschwinden aus London im Februar 1999. Wie sich später herausstellte, war er in sein Heimatland Chile gereist.
2001, nach drei Jahren bei West Ham, beendete Javier Margas seine professionelle Laufbahn.
In der chilenischen Nationalmannschaft bestritt Margas in den 1990ern 63 Länderspiele. Er nahm neben mehreren Austragungen der Copa América an der Weltmeisterschaft 1998 in Frankreich teil.

## Titel
- Copa Libertadores (1): 1991
- Recopa Sudamericana (1): 1992
- Copa Interamericana (1): 1992
- Chilenische Meisterschaft (5): 1986, 1989, 1990, 1991, 1993, 1997-A
- Chilenischer Pokal (4): 1988, 1989, 1990, 1994